# 117156 Altschwendt
117156 Altschwendt este un asteroid din centura principală de asteroizi.

## Descriere
117156 Altschwendt este un asteroid din centura principală de asteroizi. A fost descoperit pe 23 august 2004 la Altschwendt de Wolfgang Ries. Asteroidul prezintă o orbită caracterizată de o semiaxă mare de 2,62 ua, o excentricitate de 0,08 și o înclinație de 3,2° în raport cu ecliptica.